# Oumm al Qaïwaïn (ville)
Pour les articles homonymes, voir Oumm al Qaïwaïn.
Oumm al Qaïwaïn est une ville des Émirats arabes unis, capitale de l'émirat d'Oumm al Qaïwaïn. Elle est située sur le golfe Persique.
Avec seulement un peu plus de 34 000 habitants, elle est la plus petite des sept capitales des émirats de la fédération, mais elle fait néanmoins partie de la conurbation de Dubaï.
La ville est située sur la péninsule de Khor Al Bidiyah, les grandes villes les plus proches étant Sharjah au sud-ouest et Ras Al Khaimah au nord-est. Elle fait face à l'île de Jazīrat as Sīnīyah. Il y a des mangroves à l'extérieur de la ville le long de la côte. L'économie locale dépend en grande partie de la pêche.